# Lavr Kornilov
Lavrentij "Lavr" Georgijevitj Kornilov (russisk: Лавр Георгиевич Корнилов; født 18. august 1870 i Ust-Kamenogórsk i Ust-Kamenogorskij ujezd, Semipalatinskaja oblast, Det Russiske Kejserrige (nu Kasakhstan), død 13. april 1918 i Jekaterinodar i Kubanskaja oblast (nu Krasnodar kraj)) var en russisk general og en af lederne i kontrarevolutionære hvide garde i den russiske borgerkrig.
Kornilov blev officer ved artilleriet i 1892, udmærkede sig i den russisk-japanske krig 1904-1905 og forfremmedes i 1905 til oberst og i 1911 til generalmajor. 1907-11 var han militærattaché i Kina. Ved første verdenskrigs udbrud 1914 blev Kornilov chef för 48. infanteridivisionen i Karpaterne. Han blev såret og taget til fange i april 1915, men lykkedes at flygte og vendte tilbage til Rusland august 1916 og udnævnedes 1916 til generalløjtnant og chef for 25. armékorps.
I forbindelse med februarrevolutionen 1917 tilsluttede Kornilov sig til den provisoriske regering. Som tak for sin støtte udnævnedes han til chef for Petrograds militærdistrikt og udnævnedes samme år til chef for den 8. armé. Han deltog i Galizienoffensiven, blev i juli chef for den sydvestlige front og efterfulgte 1. august 1917 general Aleksej Brusilov som øverstbefalende.
I september samme år udspilledes den forvirrede episode som fået navnet Kornilov-affæren. Den indledtes da Kornilov opfattede at have fået til opgave af regeringen at nedkæmpe urolighederne i hovedstaden.
Premierminister Aleksandr Kerenskij havde dog ikke udstedt en sådan ordre og afskedigede Kornilov 9. september for at have ageret mod ordrer. Da Kornilov informeredes om dette besluttede han sig til virkeligt at gøre revolt og marcherede mod Sankt Petersburg. Oprøret mislykkedes dog, og han blev taget til fange den 14. september ved Mogiljov. Kerenskij blev selv senere mistænkt for at stå bag opstanden.
I december lykkedes det Kornilov flygte til de hvide i den Russiske Borgerkrig og tilsluttede sig Aleksej Kaledin i Sydrusland. I kampe mod bolsjevikkerne ved Jekaterinograd blev han såret 31. marts 1918. Han døde 13. april.